# Allochernes tropicus
Allochernes tropicus är en spindeldjursart som först beskrevs av Beier 1967.  Allochernes tropicus ingår i släktet Allochernes och familjen blindklokrypare. Inga underarter finns listade i Catalogue of Life.